# Astragalus assadabadensis
Astragalus assadabadensis es una especie de planta del género Astragalus, de la familia de las leguminosas, orden Fabales.
Fue descrita científicamente por F. Ghahrem. & Podlech.